# كيونزير
كيونزير (Scionzier) بلدية فرنسية تقع في إقليم سافوا العليا تابع لمنطقة رون ألپ جنوب شرق فرنسا .

## أعلام
- دومينيك مارتن
- ستيفان بايل